# Врањске
Врањске су биле недељне политичко-информативне новине, које су покривале југ Србије (Врање, Бујановац, Прешево, Владичин Хан, Сурдулица и Босилеград). Њихов циљ је био објективно информисање грађана уз критичку анализу о актуелним дешавањима из области друштва, политике, економије, културе, спорта и здравља.
Осим локалних, ове новине су покренуле низ тема, које су у више наврата заокупиле пажњу шире јавности: од ратних злочина, криминала, посланичких дневница, до „случаја владике Пахомија”.
„Врањске“ су излазиле четвртком. Први број изашао је 8. децембра 1994, а последњи 1069. број 2017. године.
Из архиве на званичној интернет презентацији могу се прочитати делови појединих чланака објављених у штампаном издању.

## Редакција
Оснивач, директор и главни и одговорни уредник „Врањских“ био је Вукашин Обрадовић. У појединим периодима функцију главног и одговорног уредника обављали су Зоран Радуловић и Никола Лазић. Последнњу редакцију, пре гашења новина 2017. године, чинили су: Горан М. Антић, Саша Стојковић, Дејан Димић, Иван Дејановић (технички уредник), Славомир Костић, Јована Ристић, Марија Митровић, Радоман Ирић и Душан Пешић.

## Тираж
У 2010. години „Врањске“ су штампане у просечном тиражу од 3.450 примерака са ремитендом, од 14%.